# Melanagromyza turbida
Melanagromyza turbida este o specie de muște din genul Melanagromyza, familia Agromyzidae, descrisă de Mitsuhiro Sasakawa în anul 1992.
Este endemică în Ecuador. Conform Catalogue of Life specia Melanagromyza turbida nu are subspecii cunoscute.